# GAZ-03-30
Der GAZ-03-30 (russisch ГАЗ-03-30) war ein 17-sitziger Omnibus, welcher in der Sowjetunion von 1933 bis 1950 mit Unterbrechung in den Kriegsjahren zuerst vom Gorkowski Awtomobilny Sawod gefertigt wurde. Er basierte technisch auf dem Lastwagen GAZ-AA.

## Fertigungsgeschichte

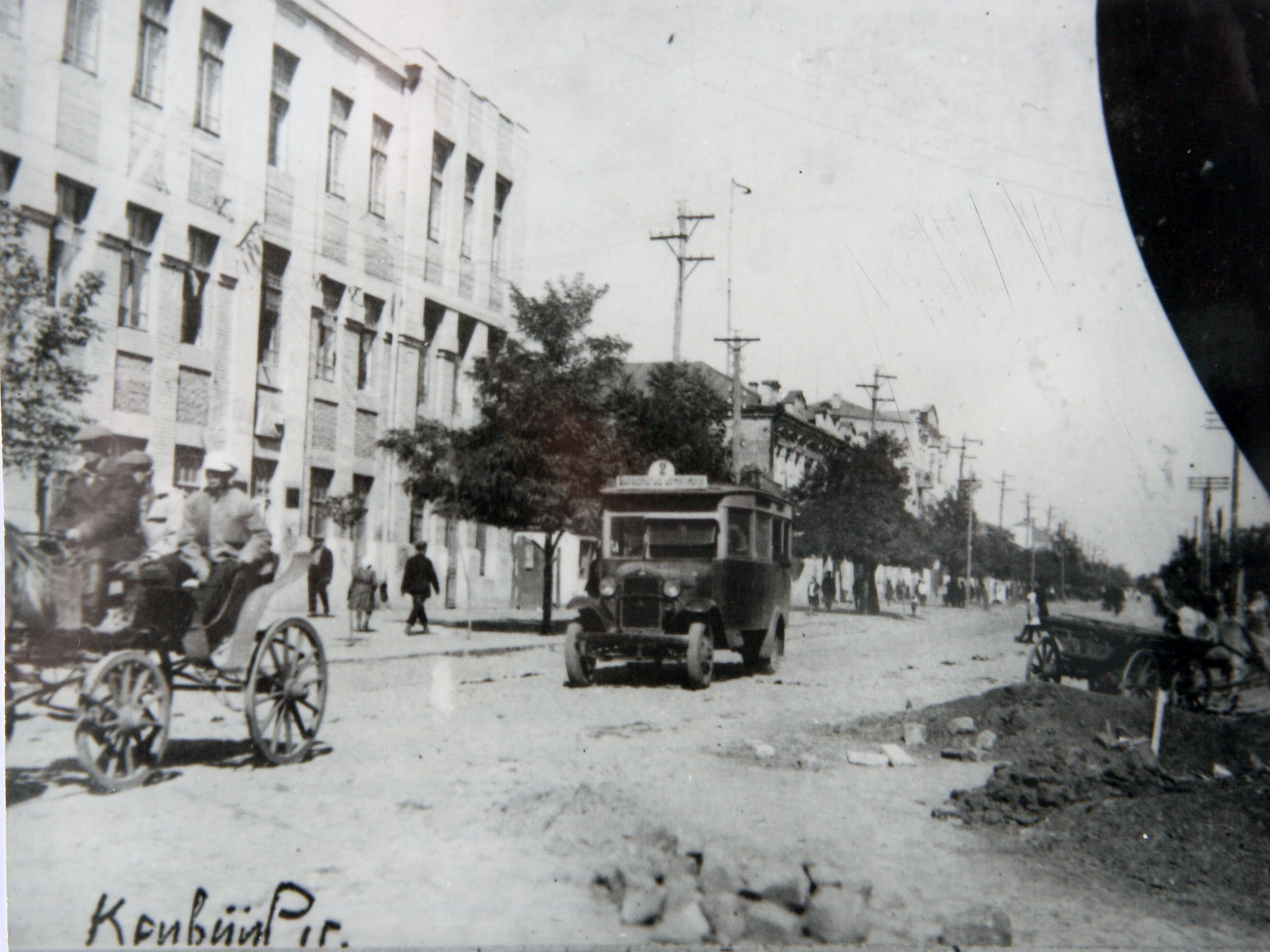
Ein GAZ-03-30 in der Ukraine. Das Fahrzeug verfügt noch über die runden Kotflügel aus der Vorkriegsproduktion

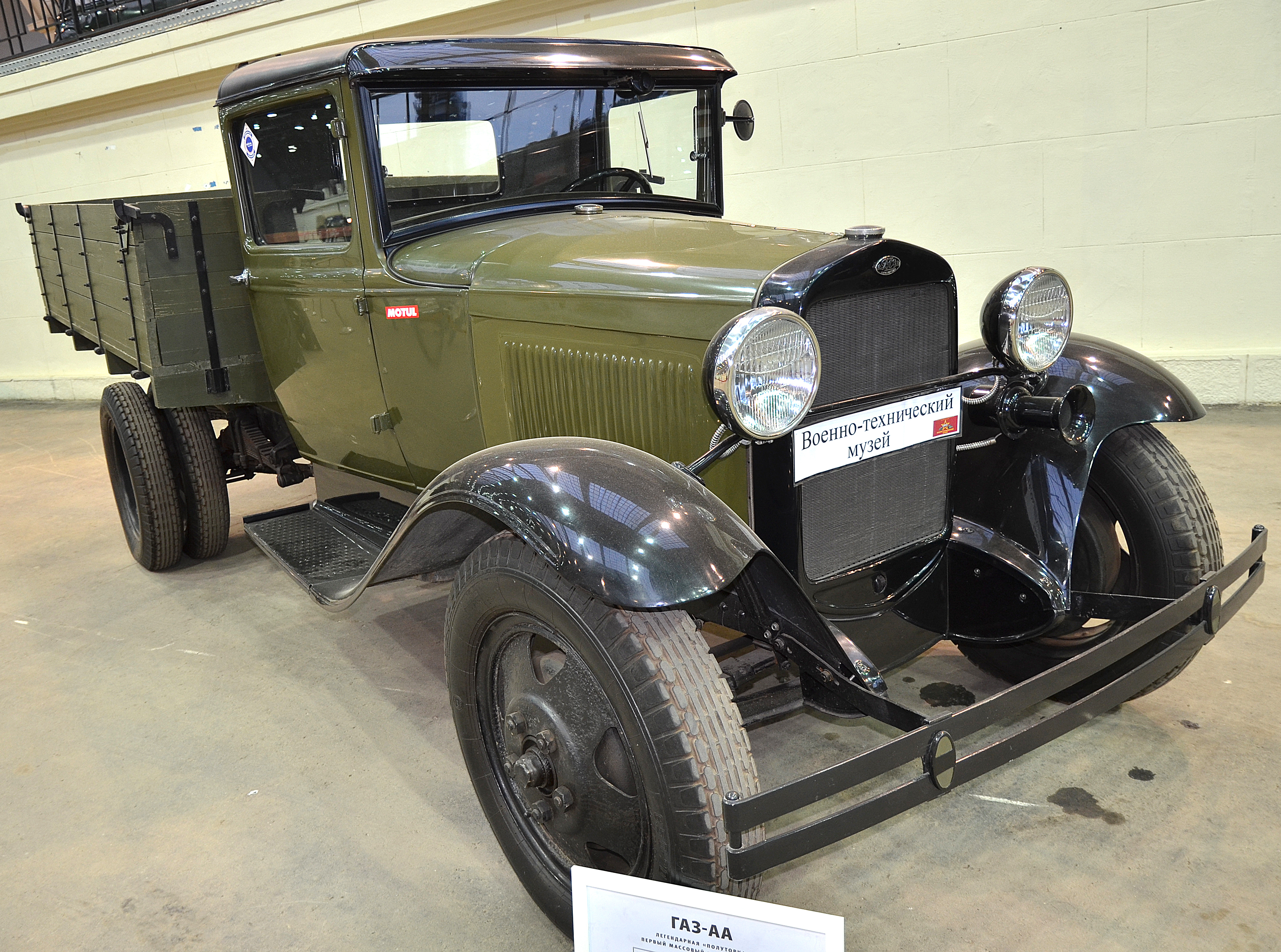
Ein GAZ-AA-Lastwagen der die technische Grundlage für den Bus lieferte

Nachdem in den Jahren 1930 bis 1932 die Massenfertigung des GAZ-AA in Nischni Nowgorod bei GAZ angelaufen war, begann man 1933 auf das Lastwagenfahrgestell auch Buskarossen aufzubauen. Die Methode, vom Lastwagen alles außer Fahrerhaus und Ladefläche zu übernehmen und einen Bus darauf aufzubauen, wurde auch bei den Nachfolgemodellen angewendet. Sie lässt sich über den direkten Nachfolger GZA-651 (1949–1973) und dessen Nachfolger KAwZ-685 (1971–1993) bis zum KAwZ-3976 (1992–2008) verfolgen.
Im Jahr 1938 wurde erstmals der neue Motor des GAZ-M1 auch im Nutzfahrzeugbereich verwendet. Wesentlichster Unterschied zum Vorgängermotor war eine Leistungssteigerung um 10 PS.
In den Jahren des Zweiten Weltkriegs wurde die Busproduktion ausgesetzt. Dies war mindestens von 1942 bis 1944 der Fall, nach anderen Quellen auch von 1941 bis 1945. Nach dem Krieg wurden auch am Bus einige durch Materialknappheit bedingten Änderungen, die schon am Lastwagen durchgeführt worden waren, wirksam. Optisch sind die Nachkriegsmodelle an den eckigen Frontkotflügeln erkennbar.
Ab 1946 übernahm das Gorkowski Awtobusny Sawod (GZA) (russisch Горьковский автобусный завод (ГЗА)) als nun eigenständiges Werk die Busfertigung von GAZ. Dort wurde auch 1950 die Produktion nach 18.613 Fahrzeugen zu Gunsten des Nachfolgers GZA-651 eingestellt. Im Gegensatz zum Lastwagen mit über einer Million gebauten Exemplaren war der Bus also selten anzutreffen.
Heute sind von der Busausführung noch drei erhaltene Fahrzeuge bekannt. Zwei davon befinden sich in Sankt Petersburg, eines in Riga.

## Technische Daten
- Motor: Vierzylinder-Ottomotor
- Hubraum: 3,285 l
- Leistung: 29,5 kW (40 PS), 1938 auf 37 kW (50 PS) gesteigert
- Tankinhalt: 40 l
- Treibstoffverbrauch: 20,5 l/100 km
- Verdichtung: 4,6:1
- Getriebe: mechanisch, 4 Vorwärtsgänge + 1 Rückwärtsgang
- Sitzplätze: 17
- Türen: 3 (eine Fahrgasttür vorne rechts, Fahrertür und eine Tür am Heck)
- Höchstgeschwindigkeit (beladen): 65 km/h
- Antriebsformel (4×2)

Abmessungen und Gewichte
- Länge: 5300 mm
- Breite: 2100 mm
- Höhe: 2530 mm
- Bodenfreiheit: 200 mm
- Radstand: 3340 mm
- Reifengröße: 6,50-20
- Leergewicht: 2270 kg
- Zuladung: 1190 kg
- Zulässiges Gesamtgewicht: 3460 kg

## Variationen
Es existieren Fotografien von anderen Karosserievarianten, zum Beispiel als Transporter für Backwaren. Es ist nicht klar, ob diese Modelle ebenso bei GAZ selbst gefertigt wurden, jedoch gab es beim Nachfolger GZA-651 ähnliche, direkt vom Hersteller angebotene Varianten. Über Stückzahlen und Baujahre ist nichts bekannt.